# Nokia E62
Il Nokia E62 è uno smartphone prodotto dall'azienda finlandese Nokia e messo in commercio nel 2006.

## Caratteristiche
- Dimensioni: 117 × 70 × 14 mm
- Massa: 144 g
- Risoluzione display: 320 × 240 pixel a 16 milioni di colori
- Durata batteria in conversazione: 6 ore
- Durata batteria in standby: 330 ore (13 giorni)
- Memoria: 80 MB espandibile con MicroSD
- Bluetooth e infrarossi